# Фрідріх Вайднер
Фрідріх Вайднер (нім. Friedrich Weidner; 2 жовтня 1916, Айзенбах — 28 березня 1980) — німецький офіцер-підводник, капітан-лейтенант крігсмаріне.

## Біографія
В 1937 році вступив на флот. З 18 травня по 28 листопада 1943 року — командир підводного човна UD-1, з 20 січня по 4 липня 1944 року — U-1052, з 4 листопада 1944 по 9 травня 1945 року — U-2518.

## Звання
- Оберлейтенант-цур-зее (1 травня 1942)
- Капітан-лейтенант (1 березня 1945)